# Danh sách 100 người nổi tiếng quyền lực nhất thế giới theo Forbes
Danh sách 100 ngôi sao có thu nhập cao nhất thế giới được biên tập và xuất bản bởi tạp chí Forbes từ năm 1999 cho đến nay. Mục đích của danh sách này là thống kê ra 100 người nổi tiếng quyền lực nhất thế giới. Các yếu tố để có mặt trong danh sách dựa vào mức thu nhập, số lượt tìm kiếm trên Google, lượng fan hâm mộ, số lần xuất hiện trên báo chí cũng như clip.

## Danh sách 100 người nổi tiếng

### Thập niên 1990
| STT | Tên                | Nghề nghiệp             | Thu nhập      |
| --- | ------------------ | ----------------------- | ------------- |
| 1   | Michael Jordan     | Vận động viên (Bóng rổ) | 269.000.000 $ |
| 2   | Oprah Winfrey      | Ngôi sao truyền hình    | 125.000.000 $ |
| 3   | Leonardo DiCaprio  | Diễn viên               | 37.000.000 $  |
| 4   | Jerry Seinfeld     | Diễn viên               | 267.000.000 $ |
| 5   | Steven Spielberg   | Nhà làm phim            | 175.000.000 $ |
| 6   | Spice Girls        | Ca sĩ                   | 49.000.000 $  |
| 7   | Harrison Ford      | Diễn viên               | 58.000.000 $  |
| 8   | Robin Williams     | Diễn viên               | 56.000.000 $  |
| 9   | Céline Dion        | Ca sĩ                   | 55.500.000 $  |
| 10  | The Rolling Stones | Ca sĩ                   | 57.000.000 $  |

### Thập niên 2000
| STT | Tên                | Nghề nghiệp           | Thu nhập     |
| --- | ------------------ | --------------------- | ------------ |
| 1   | Julia Roberts      | Diễn viên             | 50.000.000 $ |
| 2   | George Lucas       | Nhà làm phim          | 69.000.000 $ |
| 3   | Oprah Winfrey      | Ngôi sao truyền hình  |              |
| 4   | Tom Hanks          | Diễn viên             | 40.000.000 $ |
| 5   | Michael Jordan     | Vận động viên bóng rổ | 37.000.000 $ |
| 6   | The Rolling Stones | Ca sĩ                 |              |
| 7   | Tiger Woods        | Tay golf              | 53.000.000 $ |
| 8   | Backstreet Boys    | Ca sĩ                 |              |
| 9   | Cher               | Ca sĩ                 |              |
| 10  | Steven Spielberg   | Nhà làm phim          |              |

| STT | Tên             | Nghề nghiệp           | Thu nhập |
| --- | --------------- | --------------------- | -------- |
| 1   | Tom Cruise      | Diễn viên             |          |
| 2   | Tiger Woods     | Tay golf              |          |
| 3   | The Beatles     | Ca sĩ                 |          |
| 4   | Britney Spears  | Ca sĩ                 |          |
| 5   | Bruce Willis    | Diễn viên             |          |
| 6   | Michael Jordan  | Vận động viên bóng rổ |          |
| 7   | Backstreet Boys | Ca sĩ                 |          |
| 8   | NSYNC           | Ca sĩ                 |          |
| 9   | Oprah Winfrey   | Ngôi sao truyền hình  |          |
| 10  | Mel Gibson      | Diễn viên             |          |

| STT | Tên              | Nghề nghiệp           | Thu nhập |
| --- | ---------------- | --------------------- | -------- |
| 1   | Britney Spears   | Ca sĩ                 |          |
| 2   | Tiger Woods      | Tay golf              |          |
| 3   | Steven Spielberg | Nhà làm phim          |          |
| 4   | Madonna          | Ca sĩ                 |          |
| 5   | U2               | Ca sĩ                 |          |
| 6   | NSYNC            | Ca sĩ                 |          |
| 7   | Mariah Carey     | Ca sĩ                 |          |
| 8   | Oprah Winfrey    | Ngôi sao truyền hình  |          |
| 9   | Michael Jordan   | Vận động viên bóng rổ |          |
| 10  | Tom Hanks        | Diễn viên             |          |

| STT | Tên                | Nghề nghiệp          | Thu nhập |
| --- | ------------------ | -------------------- | -------- |
| 1   | Jennifer Aniston   | Diễn viên            |          |
| 2   | Eminem Dr. Dre     | Ca sĩ                |          |
| 3   | Tiger Woods        | Tay golf             |          |
| 4   | Steven Spielberg   | Nhà làm phim         |          |
| 5   | Jennifer Lopez     | Ca sĩ/ Diễn viên     |          |
| 6   | Paul McCartney     | Ca sĩ                |          |
| 7   | Ben Affleck        | Diễn viên            |          |
| 8   | Oprah Winfrey      | Ngôi sao truyền hình |          |
| 9   | Tom Hanks          | Diễn viên            |          |
| 10  | The Rolling Stones | Ca sĩ                |          |

| STT | Tên                | Nghề nghiệp           | Thu nhập |
| --- | ------------------ | --------------------- | -------- |
| 1   | Mel Gibson         | Diễn viên             |          |
| 2   | Tiger Woods        | Tay golf              |          |
| 3   | Oprah Winfrey      | Ngôi sao truyền hình  |          |
| 4   | Tom Cruise         | Diễn viên             |          |
| 5   | The Rolling Stones | Ca sĩ                 |          |
| 6   | J.K. Rowling       | Nhà văn               |          |
| 7   | Michael Jordan     | Vận động viên bóng rổ |          |
| 8   | Bruce Springsteen  | Ca sĩ                 |          |
| 9   | Steven Spielberg   | Nhà làm phim          |          |
| 10  | Johnny Depp        | Diễn viên             |          |

| STT | Tên              | Nghề nghiệp           | Thu nhập      |
| --- | ---------------- | --------------------- | ------------- |
| 1   | Oprah Winfrey    | Ngôi sao truyền hình  | 225.000.000 $ |
| 2   | Tiger Woods      | Tay golf              | 87.000.000 $  |
| 3   | Mel Gibson       | Diễn viên             | 185.000.000 $ |
| 4   | George Lucas     | Nhà làm phim          | 290.000.000 $ |
| 5   | Shaquille O'Neal | Vận động viên bóng rổ | 33.400.000 $  |
| 6   | Steven Spielberg | Nhà làm phim          |               |
| 7   | Johnny Depp      | Diễn viên             |               |
| 8   | Madonna          | Ca sĩ                 |               |
| 9   | Elton John       | Ca sĩ                 |               |
| 10  | Tom Cruise       | Diễn viên             |               |

| STT | Tên                                                                                 | Nghề nghiệp          | Thu nhập      |
| --- | ----------------------------------------------------------------------------------- | -------------------- | ------------- |
| 1   | Tom Cruise                                                                          | Diễn viên            | 67.000.000 $  |
| 2   | The Rolling Stones                                                                  | Ca sĩ                | 90.000.000 $  |
| 3   | Oprah Winfrey                                                                       | Ngôi sao truyền hình | 225.000.000 $ |
| 4   | U2                                                                                  | Ca sĩ                | 110.000.000 $ |
| 5   | Tiger Woods                                                                         | Tay golf             | 90.000.000 $  |
| 6   | Steven Spielberg                                                                    | Nhà làm phim         | 332.000.000 $ |
| 7   | Howard Stern                                                                        | Ngôi sao radio       | 302.000.000 $ |
| 8   | 50 Cent                                                                             | Ca sĩ                | 41.000.000 $  |
| 9   | James Gandolfini, Lorraine Bracco, Edie Falco, Michael Imperioli, Jamie-Lynn Sigler | Diễn viên            | 52.000.000 $  |
| 10  | Dan Brown                                                                           | Nhà văn              | 88.000.000 $  |

| STT | Tên                | Nghề nghiệp          | Thu nhập      |
| --- | ------------------ | -------------------- | ------------- |
| 1   | Oprah Winfrey      | Ngôi sao truyền hình | 260.000.000 $ |
| 2   | Tiger Woods        | Tay golf             | 100.000.000 $ |
| 3   | Madonna            | Ca sĩ                | 72.000.000 $  |
| 4   | The Rolling Stones | Ca sĩ                | 88.000.000 $  |
| 5   | Brad Pitt          | Diễn viên            | 35.000.000 $  |
| 6   | Johnny Depp        | Diễn viên            | 92.000.000 $  |
| 7   | Elton John         | Ca sĩ                | 53.000.000 $  |
| 8   | Tom Cruise         | Diễn viên            | 31.000.000 $  |
| 9   | Jay-Z              | Ca sĩ                | 83.000.000 $  |
| 10  | Steven Spielberg   | Nhà làm phim         | 110.000.000 $ |

| STT | Tên                  | Nghề nghiệp                    | Thu nhập      |
| --- | -------------------- | ------------------------------ | ------------- |
| 1   | Oprah Winfrey        | Ngôi sao truyền hình           | 275.000.000 $ |
| 2   | Tiger Woods          | Tay golf                       | 115.000.000 $ |
| 3   | Angelina Jolie       | Diễn viên                      | 14.000.000 $  |
| 4   | Beyoncé              | Ca sĩ                          | 80.000.000 $  |
| 5   | David Beckham        | Cầu thủ bóng đá                | 50.000.000 $  |
| 6   | Johnny Depp          | Diễn viên                      | 72.000.000 $  |
| 7   | Jay-Z                | Ca sĩ                          | 82.000.000 $  |
| 8   | The Police           | Ca sĩ                          | 115.000.000 $ |
| 9   | J.K. Rowling         | Nhà văn                        | 300.000.000 $ |
| 10  | Brad Pitt Paula Deen | Diễn viên Ngôi sao truyền hình | 20.000.000 $  |

| STT | Tên               | Nghề nghiệp           | Thu nhập      |
| --- | ----------------- | --------------------- | ------------- |
| 1   | Angelina Jolie    | Diễn viên             | 27.000.000 $  |
| 2   | Oprah Winfrey     | Ngôi sao truyền hình  | 275.000.000 $ |
| 3   | Madonna           | Ca sĩ                 | 110.000.000 $ |
| 4   | Beyoncé           | Ca sĩ                 | 87.000.000 $  |
| 5   | Tiger Woods       | Tay golf              | 110.000.000 $ |
| 6   | Bruce Springsteen | Ca sĩ                 | 70.000.000 $  |
| 7   | Steven Spielberg  | Nhà làm phim          | 150.000.000 $ |
| 8   | Jennifer Aniston  | Diễn viên             | 25.000.000 $  |
| 9   | Brad Pitt         | Diễn viên             | 28.000.000 $  |
| 10  | Kobe Bryant       | Vận động viên bóng rổ | 45.000.000 $  |

### Thập niên 2010
| STT | Tên            | Nghề nghiệp          | Thu nhập      |
| --- | -------------- | -------------------- | ------------- |
| 1   | Oprah Winfrey  | Ngôi sao truyền hình | 315.000.000 $ |
| 2   | Beyoncé        | Ca sĩ                | 87.000.000 $  |
| 3   | James Cameron  | Nhà làm phim         | 210.000.000 $ |
| 4   | Lady Gaga      | Ca sĩ                | 62.000.000 $  |
| 5   | Tiger Woods    | Tay golf             | 105.000.000 $ |
| 6   | Britney Spears | Ca sĩ                | 64.000.000 $  |
| 7   | U2             | Ca sĩ                | 130.000.000 $ |
| 8   | Sandra Bullock | Diễn viên            | 56.000.000 $  |
| 9   | Johnny Depp    | Diễn viên            | 75.000.000 $  |
| 10  | Madonna        | Ca sĩ                | 58.000.000 $  |

| STT | Tên           | Nghề nghiệp           | Thu nhập      |
| --- | ------------- | --------------------- | ------------- |
| 1   | Lady Gaga     | Ca sĩ                 | 90.000.000 $  |
| 2   | Oprah Winfrey | Ngôi sao truyền hinh  | 290.000.000 $ |
| 3   | Justin Bieber | Ca sĩ                 | 53.000.000 $  |
| 4   | U2            | Ca sĩ                 | 195.000.000 $ |
| 5   | Elton John    | Ca sĩ                 | 100.000.000 $ |
| 6   | Tiger Woods   | Tay golf              | 75.000.000 $  |
| 7   | Taylor Swift  | Ca sĩ                 | 45.000.000 $  |
| 8   | Bon Jovi      | Ca sĩ                 | 125.000.000 $ |
| 9   | Simon Cowell  | Ngôi sao truyền hình  | 90.000.000 $  |
| 10  | LeBron James  | Vận động viên bóng rổ | 48.000.000 $  |

| STT | Tên              | Nghề nghiệp          | Thu nhập      |
| --- | ---------------- | -------------------- | ------------- |
| 1   | Jennifer Lopez   | Ca sĩ/ Diễn viên     | 52.000.000 $  |
| 2   | Oprah Winfrey    | Ngôi sao truyền hình | 165.000.000 $ |
| 3   | Justin Bieber    | Ca sĩ                | 55.000.000 $  |
| 4   | Rihanna          | Ca sĩ                | 53.000.000 $  |
| 5   | Lady Gaga        | Ca sĩ                | 52.000.000 $  |
| 6   | Britney Spears   | Ca sĩ                | 58.000.000 $  |
| 7   | Kim Kardashian   | Ngôi sao truyền hình | 18.000.000 $  |
| 8   | Katy Perry       | Ca sĩ                | 45.000.000 $  |
| 9   | Tom Cruise       | Diễn viên            | 75.000.000 $  |
| 10  | Steven Spielberg | Nhà làm phim         | 130.000.000 $ |

| STT | Tên              | Nghề nghiệp          | Thu nhập      |
| --- | ---------------- | -------------------- | ------------- |
| 1   | Oprah Winfrey    | Ngôi sao truyền hình | 77.000.000 $  |
| 2   | Lady Gaga        | Ca sĩ                | 80.000.000 $  |
| 3   | Steven Spielberg | Nhà làm phim         | 100.000.000 $ |
| 4   | Beyoncé          | Ca sĩ                | 53.000.000 $  |
| 5   | Madonna          | Ca sĩ                | 125.000.000 $ |
| 6   | Taylor Swift     | Ca sĩ                | 55.000.000 $  |
| 7   | Bon Jovi         | Ca sĩ                | 79.000.000 $  |
| 8   | Roger Federer    | Vận động viên tennis | 71.000.000 $  |
| 9   | Justin Bieber    | Ca sĩ                | 58.000.000 $  |
| 10  | Ellen DeGeneres  | Ngôi sao truyền hình | 56.000.000 $  |

| STT | Tên                   | Nghề nghiệp           | Thu nhập      |
| --- | --------------------- | --------------------- | ------------- |
| 1   | Beyoncé               | Ca sĩ                 | 115.000.000 $ |
| 2   | LeBron James          | Vận động viên bóng rổ | 72.000.000 $  |
| 3   | Dr. Dre               | Ca sĩ                 | 620.000.000 $ |
| 4   | Oprah Winfrey         | Ngôi sao truyền hình  | 82.000.000 $  |
| 5   | Ellen DeGeneres       | Ngôi sao truyền hình  | 70.000.000 $  |
| 6   | Jay-Z                 | Ca sĩ                 | 60.000.000 $  |
| 7   | Floyd Mayweather, Jr. | Võ sĩ quyền anh       | 105.000.000 $ |
| 8   | Rihanna               | Ca sĩ                 | 48.000.000 $  |
| 9   | Katy Perry            | Ca sĩ                 | 40.000.000 $  |
| 10  | Robert Downey, Jr.    | Diễn viên             | 75.000.000 $  |

| STT | Tên                   | Nghề nghiệp          | Thu nhập      |
| --- | --------------------- | -------------------- | ------------- |
| 1   | Floyd Mayweather, Jr. | Võ sĩ quyền anh      | 300.000.000 $ |
| 2   | Manny Pacquiao        | Võ sĩ quyền anh      | 160.000.000 $ |
| 3   | Katy Perry            | Ca sĩ                | 135.000.000 $ |
| 4   | One Direction         | Ca sĩ                | 130.000.000 $ |
| 5   | Howard Stern          | Ngôi sao truyền hình | 95.000.000 $  |
| 6   | Garth Brooks          | Ca sĩ                | 90.000.000 $  |
| 7   | James Patterson       | Tác giả              | 89.000.000 $  |
| 8   | Robert Downey, Jr.    | Diễn viên            | 80.000.000 $  |
| 9   | Taylor Swift          | Ca sĩ                | 80.000.000 $  |
| 10  | Cristiano Ronaldo     | Cầu thủ bóng đá      | 79.500.000 $  |

| STT | Tên               | Nghề nghiệp                            |
| --- | ----------------- | -------------------------------------- |
| 1   | Taylor Swift      | Ca sĩ                                  |
| 2   | / One Direction   | Nhóm nhạc                              |
| 3   | James Patterson   | Nhà văn                                |
| 4   | Cristiano Ronaldo | Cầu thủ bóng đá (association football) |
| 4   | Phil McGraw       | MC truyền hình                         |
| 6   | Kevin Hart        | Diễn viên hài                          |
| 7   | Howard Stern      | MC Radio                               |
| 8   | Lionel Messi      | Cầu thủ bóng đá (association football) |
| 9   | Adele             | Ca sĩ                                  |
| 10  | Rush Limbaugh     | MC Radio                               |

| STT | Tên                | Nghề nghiệp                            |
| --- | ------------------ | -------------------------------------- |
| 1   | Sean 'Diddy' Combs | Ca sĩ                                  |
| 2   | Beyoncé            | Ca sĩ                                  |
| 3   | J. K. Rowling      | Nhà văn                                |
| 4   | Drake              | Ca sĩ                                  |
| 5   | Cristiano Ronaldo  | Cầu thủ bóng đá (association football) |
| 6   | The Weeknd         | Ca sĩ                                  |
| 7   | Howard Stern       | MC Radio                               |
| 8   | Coldplay           | Ban nhạc                               |
| 9   | James Patterson    | Nhà văn                                |
| 10  | LeBron James       | Vận động viên (Basketball)             |

| STT | Tên                  | Nghề nghiệp                            |
| --- | -------------------- | -------------------------------------- |
| 1   | Floyd Mayweather Jr. | Vận động viên (Boxing)                 |
| 2   | George Clooney       | Diễn viên                              |
| 3   | Kylie Jenner         | Nhân vật                               |
| 4   | Judy Sheindlin       | MC truyền hình                         |
| 5   | Dwayne Johnson       | Diễn viên                              |
| 6   | U2                   | Ban nhạc                               |
| 7   | Coldplay             | Ban nhạc                               |
| 8   | Lionel Messi         | Cầu thủ bóng đá (association football) |
| 9   | Ed Sheeran           | Ca sĩ                                  |
| 10  | Cristiano Ronaldo    | Cầu thủ bóng đá (association football) |

| STT | Tên               | Nghề nghiệp                          |
| --- | ----------------- | ------------------------------------ |
| 1   | Taylor Swift      | Musician                             |
| 2   | Kylie Jenner      | Nhân vật                             |
| 3   | Kanye West        | Rapper                               |
| 4   | Lionel Messi      | Vận động viên (association football) |
| 5   | Ed Sheeran        | Ca sĩ                                |
| 6   | Cristiano Ronaldo | Vận động viên (association football) |
| 7   | Neymar            | Vận động viên (association football) |
| 8   | The Eagles        | Nhóm nhạc                            |
| 9   | Phil McGraw       | MC truyền hình                       |
| 10  | Saúl Álvarez      | Vận động viên (Boxer)                |

| STT | Tên               | Nghề nghiệp             |
| --- | ----------------- | ----------------------- |
| 1   | Kylie Jenner      | Nhân vật truyền thông   |
| 2   | Kanye West        | Rapper                  |
| 3   | Roger Federer     | Vận động viên (Tennis)  |
| 4   | Cristiano Ronaldo | Cầu thủ bóng đá         |
| 5   | Lionel Messi      | Cầu thủ bóng đá         |
| 6   | Tyler Perry       | Diễn viên               |
| 7   | Neymar            | Cầu thủ bóng đá         |
| 8   | Howard Stern      | MC Radio                |
| 9   | LeBron James      | Vận động viên (Bóng rổ) |
| 10  | Dwayne Johnson    | Diễn viên               |